# 萊蒂茨亞·克里斯汀·泰勒
萊蒂茨亞·泰勒（英語：Letitia Tyler，1790年11月12日—1842年9月10日）是1841年至1842年美国第一夫人，總統约翰·泰勒的第一任妻子。舊姓克里斯汀的她在弗吉尼亚州的富有家庭出生，自幼便是虔誠的聖公會教徒。1808年她與约翰·泰勒相識，1813年步入婚姻。她負責管理位於州內的種植園，丈夫則在州首府列治文和华盛顿哥伦比亚特区從政，僅在他擔任州長期間陪伴他。她於1839年中風，導致需要長時間坐在輪椅上。
1841年3月，泰勒的丈夫成為副總統，泰勒則成為第二夫人。次月，總統威廉·亨利·哈里森突然離世，她的丈夫繼任總統，而她則成了第一夫人。由於健康問題，泰勒無法履行第一夫人的職責，因此總統將此委託給兒媳普里西拉·庫珀·泰勒。1842年9月10日，泰勒因第二次中風與世長辭，成了首名於任內去世的第一夫人。泰勒在丈夫的總統任期內幾乎沒有發揮任何作用，但在人民中保持著良好的聲譽。由於關於泰勒生活的一手資料很少，歷史學家對她一無所知，所以在評價和排名各位第一夫人時往往將她排在較後位置。

## 早年生活
萊蒂茨亞·克里斯汀在1790年11月12日於弗吉尼亚州新肯特縣普羅維登斯福奇的錫達格羅夫種植園出生，於家中排行第七，父親是羅伯特·克里斯汀（Robert Christian），母親是瑪麗·克里斯汀（Mary Christian，舊姓布朗）。父親羅伯特是個富有的種植園主，與不少國家政治精英關係密切，當中包括總統乔治·华盛顿。她自幼便是虔誠的聖公會教徒，嚴格遵守當時有關虔誠和貞潔的規範。克里斯汀未有接受正規教育，但她被教導如何成為南方種植園的女主人。
克里斯汀家族和泰勒家族相識已久；1808年，克里斯汀拜訪泰勒家時認識了约翰·泰勒。後來，兩人墮入愛河，泰勒經常在前往州首府途中停下來探望她。在五年的戀愛期內，他們十分守規，直至婚禮前三週泰勒才首次吻了克里斯汀的手。泰勒在兩人結婚前幾個月寫給她的情書中（這封亦是兩人唯一一封得以流傳後世的情書）承諾：「無論我在命運的洪流中是浮是沉，你都可以放心，我對你的愛永遠不會停止。」然而，由於泰勒是托马斯·杰斐逊的支持者，克里斯汀的父親出現政治原因而反對這門親事。

## 婚姻和家庭
1813年3月29日，克里斯汀和泰勒在錫達格羅夫種植園完婚。婚後，他們住在由克里斯汀家族出資、在泰勒家族土地上的格林韋種植園內興建的「聖山」（Mons-Sacer）內。萊蒂茨亞雙親在她婚禮後不久雙雙離世，給她留下一大筆遺產。接著，丈夫約翰應徵入伍參加1812年战争，萊蒂茨亞獨守空房。兩年後，泰勒夫婦賣掉「聖山」，並在附近建造伍德伯恩種植園。兩人最終在1821年購入整個格林韋種植園。泰勒夫婦育有九個孩子，但有兩個不幸夭折：瑪麗（1815年出生）、羅伯特（1816年出生）、約翰三世（1819年出生）、萊蒂茨亞（1821年出生）、伊麗莎白（1823年出生）、愛麗絲（1827年出生）、塔茲韋爾（1830年出生）。女兒安妮在1825年仍處於嬰兒期時去世，第九個未命名的孩子則在出生時死亡。
由於泰勒夫婦所得遺產不多，但撫養孩子和參與社會政治方面的開支龐大，因此二人時常為金錢問題而苦惱。在丈夫的政治崛起過程中，泰勒避開了眾人的目光，寧願承擔家庭責任，也不願意拋頭露面。當丈夫不在弗吉尼亚州议会大厦時，泰勒便會在親戚和管理人員的幫助下代為管理種植園。泰勒在監督收支方面的能力出眾，在她的管理下，丈夫放心長期離開，從而使他的政治生涯取得進展。泰勒須管理種植園的奴隸，餵養他們和編織他們的衣服。現時沒有任何記錄表明泰勒對奴隸制或丈夫擁有奴隸的看法。
在丈夫擔任維珍尼亞州州長期間，作為州長妻子的泰勒曾經在首府列治文履行州長夫人的社會角色。在丈夫當選國會議員後，儘管他一再堅持，但泰勒堅拒前往华盛顿哥伦比亚特区。她選擇留在維珍尼亞州，認為種植園需要進一步管理，而且更不希望住在條件惡劣的華盛頓。她只在1828年至1829年的冬天陪伴丈夫前往華盛頓一次。她通常對丈夫言聽計從，但當他建議將大女兒送到一所天主教學校時，她違反常態堅決拒絕。
泰勒一生的健康狀況都很差，當約翰不在時，長女瑪麗便負責照顧她。她的健康因幾次懷孕的代價和丈夫經常外出的負擔而惡化。到了1827年，她身體虛弱的問題更演變為常態，經常受到頭痛困擾。親朋好友多番前往格林布賴爾渡假村「取水」來治療她的疾病。她的丈夫也在1821年和1836年兩度退出政壇，以便照顧她。
1837年，泰勒夫婦搬往維珍尼亞州威廉斯堡。1839年，泰勒不幸中風，身體虛弱，接下來幾年健康狀況每況愈下。中風後，她花了大部分時間閱讀聖經和祈禱書。在生命中的這一時刻，這是她唯二會讀的書籍。 即使她中風，但仍然繼續監督種植園各類事務。兒子羅伯特結婚後，泰勒與兒媳普里西拉·庫珀·泰勒建立了密切關係。

## 白宮女主人
1841年，總統威廉·亨利·哈里森因病辭世，身為副總統的約翰·泰勒隨即繼任。不過，萊蒂茨亞·泰勒身體狀況使她無法管理白宮，因此她未有立刻與家人啟程前往華盛頓。當她抵達時，她需要長時間坐在輪椅上，並留在白宮樓上的起居室裡。1842年1月，她一度離開輪椅，參加女兒伊麗莎白的婚禮。她在擔任第一夫人期間可能至少去過一次劇院。待在起居室時，她繼續花時間閱讀聖經和祈禱書。
雖然泰勒保留了如何履行第一夫人職責的權力，但總統將白宮管理權交給女兒萊蒂茨亞，並將白宮女主人的職責委託給兒媳普里西拉。另一方面，由於總統經常與泰勒討論職位上的難題，因此她還身兼丈夫的顧問。她亦精通政治問題，可以與訪客詳細討論。查尔斯·狄更斯和華盛頓·歐文這些尊貴人物在到訪白宮時甚至會獲邀上樓與她見面。
1842年，泰勒的身心健康越來越差。同年9月9日，她第二次中風，並於次日與世長辭。家人們以為她的情況已經穩定下來，因此對於她的突然離世感到震驚。她是首位在擔任美國第一夫人期間去世的女性，並且是最短命的第一夫人，離世時只得51歲。由於這次是國家首次舉辦現任第一夫人的葬禮，這次儀式得到廣泛宣傳。她的靈柩安放在白宮東廳讓公眾瞻仰，隨後送葬隊伍將靈柩運走。泰勒被安葬在她父親位於錫達格羅夫種植園的莊園裡，白宮亦布置了黑色裝飾以示哀悼。

## 影響
泰勒對她丈夫的總統職位影響不大，僅限於白宮生活區，也沒有扮演任何公共角色。儘管她丈夫的政治處境岌岌可危，但她仍保持著良好的聲譽。普里西拉·庫珀·泰勒回憶時稱：「她是你能想像到的最無私的人。雖然母親的健康狀況非常糟糕，但她仍然默默地照顧和管理所有家庭事務，以至於你根本無法知道她是在什麼時候做的。」
1870年，歷史學家勞拉·卡特·霍洛韋評價了泰勒的第一夫人任期，是史上首次有人評價她。關於泰勒生活的一手資料很少，現存關於她的資料大多出自泰勒家族成員之間的信件。泰勒連自己的信件也沒有保留下來。由於泰勒沒有能力擔任第一夫人，以至在近期的歷史分析中她的地位被代理人普里西拉和約翰的第二任妻子朱丽娅·加德纳·泰勒所掩蓋。
泰勒是維珍尼亞州曼島移民後裔，因此曼島郵局於2006年5月23日發行了與她相關的郵票，作為紀念曼島美國人系列的一部分。她還出現在美國鑄幣局於2009年7月2日發行的第一配偶紀念幣系列半盎司金幣和銅牌上。
自1982年以來，錫耶納學院研究所定期會進行調查，要求歷史學家根據第一夫人的背景、對國家的價值、智力、勇氣、成就、正直、領導力、獨立自主、公眾形象以及對總統的價值等獨立標準的累積得分，來評價和排名各位第一夫人。然而，歷史學家們卻對泰勒一無所知。在這些調查中，歷史學家把她排在較後位置。在近幾次的調查內，泰勒的排名如下：
- 1982年：第35位（全42人）[29]
- 1993年：第30位（全37人）[29]
- 2003年：第34位（全38人）[29]
- 2008年：第35位（全38人）[29]
- 2014年：第37位（全39人）[27]

另外，研究所在2014年也舉行了第一夫婦調查：在39對第一夫婦中，泰勒夫婦的「權力夫妻」指數為62.5分，排行第36位。

## 另見
- 卡羅琳·哈里森，總統本杰明·哈里森之妻，在第一夫人任內離世
- 愛倫·艾克森·威爾遜，總統伍德罗·威尔逊之妻，在第一夫人任內離世

## 文獻
- Anthony, Carl Sferrazza. . William Morrow and Company. 1990. ISBN 0-688-07704-8 （英语）.
- Boller, Paul F. . Oxford University Press. 1988. ISBN 0-19-503763-4 （英语）.
- Deppisch, Ludwig M. . McFarland. 2015. ISBN 978-0-7864-7436-3 （英语）.
- Diller, Daniel C.; Robertson, Stephen L. . CQ Press. 2001. ISBN 978-1-56802-573-5 （英语）.
- Gould, Lewis L. . Garland Publishing. 1996. ISBN 0-8153-1479-5 （英语）.
- Lindsay, Rae. . R & R Writers / Agents, Inc. 2001. ISBN 978-0-9653753-3-7 （英语）.
- May, Gary. . Macmillan. 2008. ISBN 978-1-4299-3921-8 （英语）.
- Schneider, Dorothy; Schneider, Carl J.  3rd. Facts on File. 2010. ISBN 978-1-4381-0815-5 （英语）.
- Sibley, Katherine A. S. (编). . John Wiley & Sons. 2016. ISBN 978-1-118-73218-2 （英语）.
- Strock, Ian Randal. . Carrel Books. 2016. ISBN 978-1-63144-058-8 （英语）.
- Waldrup, Carole Chandler.  2nd. McFarland. 2001. ISBN 978-0-7864-2415-3 （英语）.
- Watson, Robert P. . Lynne Rienner Publishers. 2001. ISBN 978-1-62637-353-2 （英语）.

## 外部連結
- 在Find a Grave上的萊蒂茨亞·克里斯汀·泰勒